# Cascade Games
Cascade Games, rinominata Artronic Products nell'ultimo periodo, era un'azienda di videogiochi britannica attiva tra il 1983 e il 1990. Era editrice di giochi per computer sul mercato europeo, in parte sviluppati internamente. Utilizzò anche l'etichetta a basso costo Gamebusters.

## Storia
L'azienda venne fondata da Guy Wilhelmy e Nigel Stevens. A fine anni '70 Wilhelmy studiava fisica all'Università di Loughborough, ma sviluppò un interesse nel software e iniziò a scrivere programmi di ippica e gioco d'azzardo sui mainframe dell'ateneo. Stevens studiava biologia umana sempre a Loughborough e aveva interessi simili. I due si conobbero all'università e cercarono insieme idee per un'attività lucrativa.
Stevens aveva accesso di notte al PDP-11 del laboratorio di anatomia, e i due lavoravano al buio a programmi di intelligenza artificiale per le strategie di gioco d'azzardo.
Dopo la laurea Stevens trovò impiego come programmatore per il governo locale e Wilhelmy tentò di aprire la sua prima software house, Databank Software Services a Loughborough, specializzata in programmi aziendali e di scommesse per computer come Apple II, Commodore PET ed Exidy Sorcerer.
Tuttavia, nonostante l'aiuto di Stevens e di suo padre, Wilhelmy non ebbe successo e nel 1981 iniziò il tirocinio per diventare insegnante, poi viaggiò negli USA. Là vide gli sviluppi dell'industria di software e videogiochi e gli tornò l'interesse nel campo. Quando tornò in patria nel 1982 si trasferì a Harrogate per completare il tirocinio e avviò una nuova impresa, Ulrich Technical Services o UTS (Ulrich è il secondo nome di Wilhelmy), che iniziò concentrandosi sull'Apple II e sul nuovo ZX Spectrum.
La prima idea di Wilhelmy fu sfruttare la capacità delle cassette riempiendole con molti giochi, dato che quelle vergini da 5-10 minuti (sufficienti per un videogioco ai suoi tempi) e da 45 minuti costavano quasi uguale. Presto cominciò a programmare da casa propria, come secondo lavoro, i giochi per Apple II che sarebbero diventati la raccolta Cassette 50.
Wilhelmy sviluppò sistemi per favorire la portabilità dei programmi verso altri computer e tornò a collaborare con Stevens, che iniziò a vendere parallelamente la raccolta da casa sua nel Galles meridionale. L'idea era che se due soggetti diversi vendevano la stessa cosa, il prodotto poteva acquisire più credibilità.
Le vendite in entrambi i casi erano per ordine postale. I clienti si rivelarono più attratti dall'indirizzo di Stevens, alla sua casa di famiglia chiamata Cascades a Llandogo, che dalla casella postale di Wilhelmy a Harrogate.
Wilhelmy progettò i primi annunci e li fece realizzare da un grafico. Sostiene che fece un investimento rischioso e prenotò oltre 2000£ di pubblicità sulla stampa. Ne valse la pena, poiché le vendite della raccolta furono ottime, nonostante i giochi siano poi diventati famosi per la loro scarsa qualità.
Nel 1983 divenne evidente che era tempo di fondare una vera e propria società di capitali limited. Stevens ricorda che ormai guadagnava più in un mese con il software che in un anno con il suo lavoro dipendente. Per il nome della nuova Cascade (lett. "cascata") fu ripreso quello della casa di Stevens. La sede fu invece stabilita a Harrogate e Stevens si trasferì là. Nel 1984 assunsero il primo programmatore, Ian Martin, seguito a breve da Damon Redmond e Rick  Vanner, inizialmente assegnati perlopiù alle conversioni di Cassette 50.
Wilhelmy intanto sviluppò un gioco a sé stante per Commodore 64, 3D Beee, ma lui stesso ammette che era pessimo, e come molti pionieri dell'industria videoludica capì che non poteva dedicarsi sia ad amministrare l'azienda, sia a programmare, perciò abbandonò il ruolo di programmatore.
Partì poi un'altra campagna promozionale per Cassette 50: Wilhelmy notò che i bambini ammiravano molto gli orologi da polso con calcolatrice, perciò l'azienda fece un altro grosso investimento, allegando in omaggio un orologio-calcolatrice a ogni copia della raccolta. Anche stavolta fu un successo.
Wilhelmy aveva la licenza di pilota e riteneva i simulatori di volo dell'epoca tecnicamente corretti, ma noiosi. Anche Stevens aveva un interesse nel volo, dato che suo padre era stato nella RAF. Il successivo passo importante dell'azienda fu realizzare un simulatore militare dotato di movimenti rapidi dell'orizzonte, che fu sviluppato da Martin e Redmond.
Così nel 1985 uscì ACE: Air Combat Emulator, che quando arrivò alla versione Commodore 64 divenne di gran lunga il maggior successo tra i giochi singoli della Cascade. Intanto Cassette 50, i cui proventi avevano permesso di finanziare questo nuovo progetto di fascia alta, continuava a generare guadagni consistenti.
Anche per ACE ci fu un'importante campagna pubblicitaria: vennero girati video promozionali a Londra, ci fu un grosso evento di presentazione al Royal Garden Hotel, e fu assunto il presentatore televisivo Raymond Baxter.
La Cascade prosperava, registrando un fatturato di oltre 1 000 000£, rilevante per l'epoca.
Nonostante il successo di ACE, di ACE 2 e dello sparatutto Sky Runner progettato da Stevens, Wilhelmy non era a suo agio. Nell'estate del 1987 voleva cambiare attività e si accordò con Stevens, che entro tre mesi rilevò la sua parte per una somma di denaro e divenne unico proprietario dell'azienda.
Nel frattempo a Harrogate si era ormai formata una squadra di sviluppatori consistente e affiatata. Sean Conran, arrivato dall'Hertfordshire, assunse il ruolo di produttore, facendo da ponte tra direzione e sviluppo, anche se finì per lavorare anche a grafica ed effetti sonori.
Nel 1988 venne lanciata l'etichetta Gamebusters, dedicata alle edizioni a basso costo, che iniziò con una riedizione economica di ACE. L'etichetta ebbe poco successo.
Il successivo titolo di punta della Cascade fu 19 Part One: Boot Camp (1988), basato sulla Guerra del Vietnam, un tema che all'epoca era tornato in auge grazie ai film Platoon e Full Metal Jacket. Lo sviluppo fu interno alla Cascade e i relativi costi cominciavano a essere importanti, come avveniva nell'industria videoludica in generale. Inoltre 19 doveva essere il primo in un accordo con l'Activision per distribuire quattro giochi, ma quando l'azienda statunitense entrò in Chapter 11 per bancarotta, la Cascade si ritrovò finanziariamente scoperta e quello fu l'inizio del declino.
Nel 1989 l'azienda era in difficoltà per insufficienza di capitale, e ne aveva bisogno per investire nei giochi per i moderni computer a 16 bit. Contribuì alla crisi anche il fatto che giochi come Implosion e Frightmare avevano venduto poco.
Stevens trovò un nuovo socio e creò il gruppo Artronic, tentando di espandersi in altre aree oltre ai videogiochi: software, media ed elettronica. La Cascade pubblicò i pochi ultimi giochi con questo nome nel 1989 prima di diventare Artronic.
Tuttavia, quando Stevens visitò la filiale britannica della Electronic Arts e vide che stavano sviluppando PGA Tour Golf con un impressionante budget di 1 000 000$, pensò di non essere più in grado di competere nel settore. Nel 1990 prese la decisione finale di chiudere anche Artronic.
Né Wilhelmy né Stevens rimasero nel settore videogiochi.

## Videogiochi
Elenco probabilmente completo dei giochi pubblicati come Cascade, Artronic o Gamebusters. Sono originali tranne dove è specificato un altro editore tra parentesi.
- 19 Part One: Boot Camp (1988) per Commodore 64, ZX Spectrum
- 3D Beee (1984) per Commodore 64
- ACE: Air Combat Emulator (1985) per Amstrad CPC, Amstrad PCW, Commodore 16, Commodore 64, DOS, VIC-20, ZX Spectrum
- ACE 2 (1987) per Amstrad CPC, Commodore 16, Commodore 64, DOS, ZX Spectrum
- ACE 2088 (1989) per Commodore 64, ZX Spectrum
- Activator (1986) per Amstrad CPC
- Astro Plumber (1987, CDS Software) per Amstrad CPC
- Breach (1989, Omnitrend) per Amiga, Atari ST, DOS
- Cassette 4 (1984) raccolta per Atari 8-bit, ZX Spectrum
- Cassette 50 (1983) raccolta per Amstrad CPC, Apple II, Atari 8-bit, BBC Micro, Commodore 64, Dragon 32/64, Electron, Oric, VIC-20, ZX81, ZX Spectrum
- Davy: King of the Wild Frontier (1985) per Commodore 64
- Disk 15 (1988) raccolta per Atari ST
- DNA Warrior (1989) per Amiga, Commodore 64, ZX Spectrum
- Ice Busters (1985, Ocean Software come Eskimo Eddie) per Commodore 64
- Fast Lane: The Spice Engineering Challenge (1989) per Amiga, Atari ST
- Frightmare (1988) per Commodore 64, ZX Spectrum
- Hades Nebula (1987, Nexus) per Commodore 64, ZX Spectrum
- Implosion (1987) per Commodore 64, ZX Spectrum
- The Life of Harry (1985) per ZX Spectrum
- Paladin (1988, Omnitrend) per Amiga, Atari ST
- Penalty Soccer (1990) per Amstrad CPC, Commodore 64, ZX Spectrum
- Pirates of the Barbary Coast (1986, StarSoft) per Atari 8-bit, Atari ST, Commodore 64
- Pogotron (1989) per Atari 8-bit, Commodore 64, ZX Spectrum
- Questor (1986) per Amstrad CPC
- Ring Wars (1988) per Commodore 64, ZX Spectrum
- Sky Runner (1986) per Commodore 64, DOS, ZX Spectrum
- Soldier 2000 (1990) per Amiga, Atari ST
- Take 'Em Out (1989) per Amiga
- Thunderwing (1989) per Atari ST
- TRAZ (1988) per Commodore 64, DOS, ZX Spectrum
- Zone Trooper (1988) per Amstrad CPC, Commodore 64, ZX Spectrum